# رافاييل بنياس كروز
رافاييل بنياس كروز (بالإنجليزية: Rafael Peñas Cruz)‏ (1 مارس 1964 في إسبانيا)؛ روائي إسباني.